# Mesembryanthemum nodiflorum
Espèce
Classification phylogénétique
Mesembryanthmum nodiflorum, la ficoïde nodiflore, est une plante de la famille des Aïzoacées habitant les zones littorales d'Afrique du Nord, des îles Canaries et du bassin méditerranéen. 

## Synonymes
- Cryophytum nodiflorum (L.) L. Bolus
- Gasoul nodiflorum (L.) Rothm.

## Description
Plante basse annuelle, au feuilles charnues, cylindriques, souvent rouges et aux fleurs blanches ne dépassant pas 8 à 10 mm de diametre.

## Quelques vues de la plante

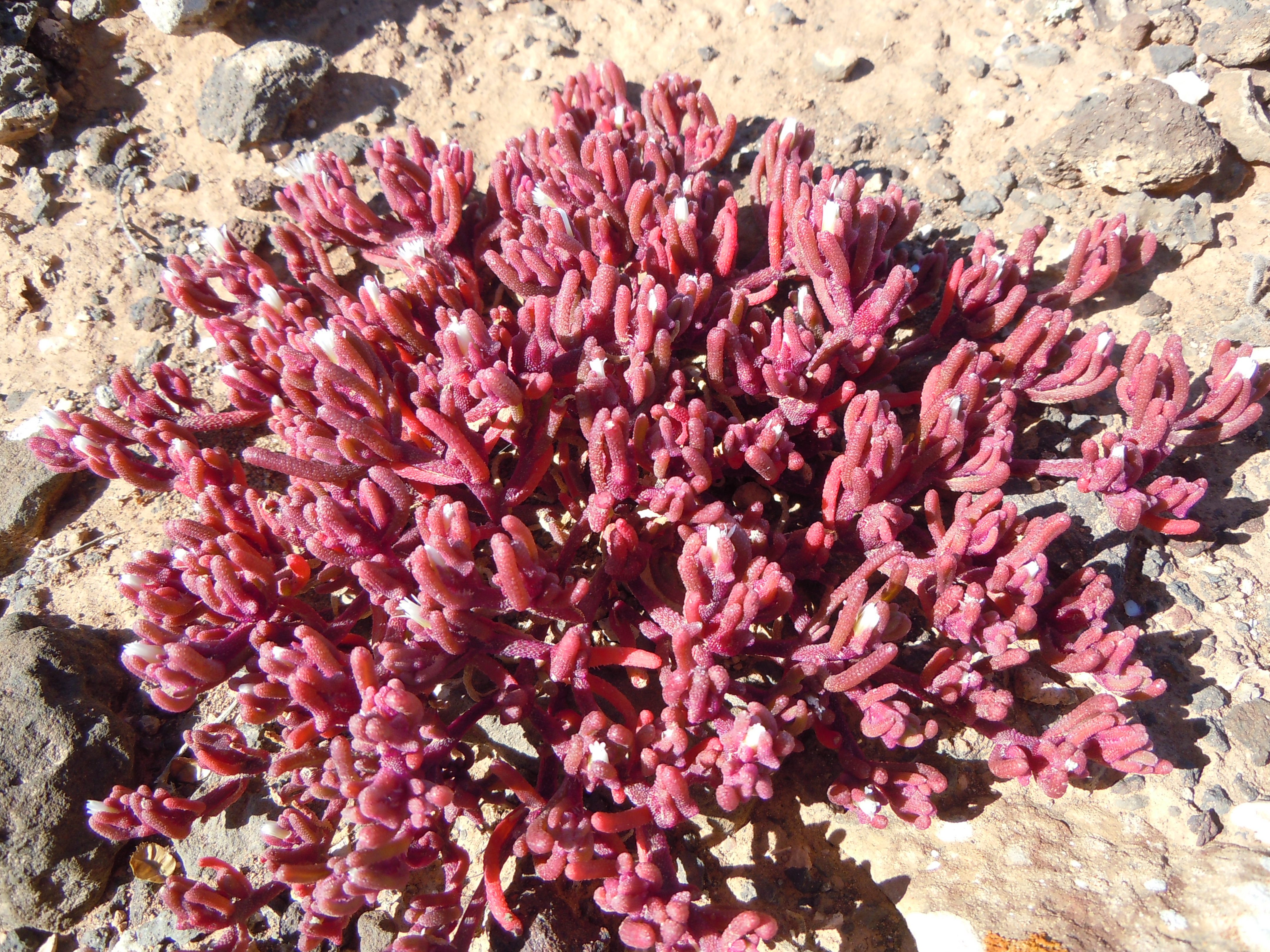
Plante en touffe compacte sur un sol volcanique à Lanzarote.
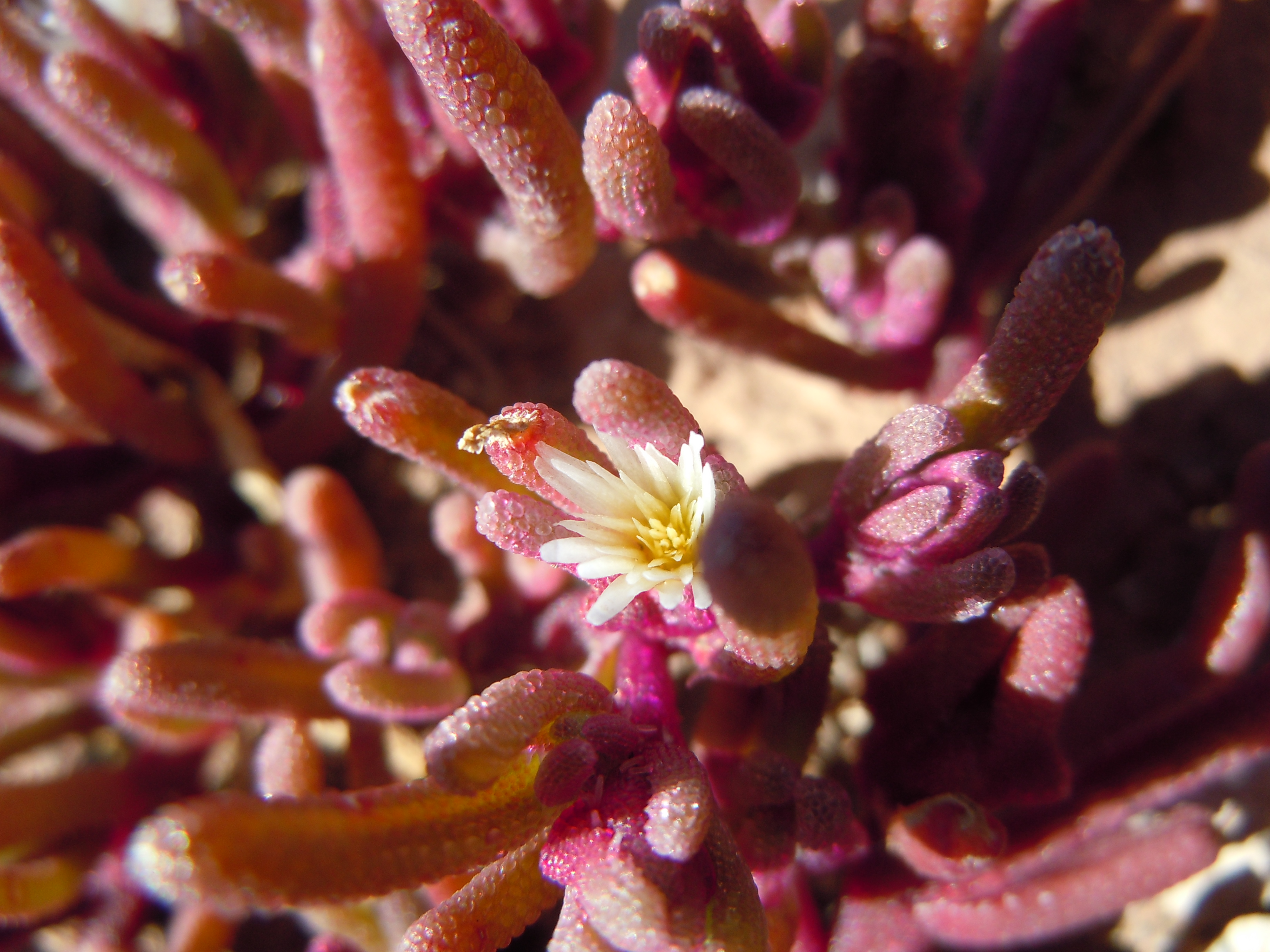
Détail des feuilles charnues et des fleurs.

## Répartition
Cette plante est probablement originaire d'Afrique du Sud, elle a été dispersée le long des cotes d'Afrique du Nord, depuis les îles de l'Atlantique jusque dans le bassin méditerranéen.
Elle peut être invasive, en Australie et en Amérique ou elle a été introduite.